# 김정웅 (기업인)
김정웅(1975년생)은 대한민국의 사업가이다. 비디오 게임 및 화장품 회사 GP 클럽의 회장이자 대주주인 그는 대한민국에서 가장  가장 부유한 사람 중 한명이다.
2024년 12월, 포브스는 그의 순자산을 10억 달러로 추산하고 미국에서 33번째로 부유한 것으로 평가했다.

## 일생
김정웅은 1975년 형과 누나를 둔 삼남매 중 막내로 태어났다. 그의 아버지는 은행 지점장이었다. 그러나 그는 정계에 진출하려다 일자리와 가족의 돈을 잃었다. 그는 육체 노동에 뛰어들었고 가족은 재정적 어려움에 빠졌다. 김정웅이 15살 때 아버지는 간암으로 돌아가셨는다.
학교에 다니는 동안 그는 비디오 게임 가게에서 아르바이트를 했다. 돈을 충분히 모은 후 고등학생이 된 그는 "게임 파라다이스"("GP 클럽"이라는 이름의 유래)라는 자신만의 비디오 게임 가게를 시작할 수 있었다. 그는 두 번째 지점을 열 수 있었다. 20살이 되자 그는 약 50만 달러를 저축했다. 그 후 그는 2년 동안 의무 군 복무를 했고, 대림대학교에서 인테리어 디자인을 추가로 2년 동안 공부했다. 그 후, 그는 자신의 가게에 여섯 개의 지점을 추가로 열었다.
2003년 9월 5일, 그는 GP 클럽을 설립하고 중국으로 출장을 가기 시작했다.그는 중국어와 문화를 배웠고, 중국에서 한류의 부상을 관찰했다. 그는 양국 간 비디오 게임 액세서리 거래를 시작했다. 2013년에는 현지 인맥을 활용해 한국 화장품 유통업체로 일했다. 이 분야에서의 전망이 어두워진 후, 그는 2016년 4월에 JM Solution ("기적으로의 여정")이라는 자신만의 바디워시 및 로션 브랜드를 판매하기 시작했다. 그러나 2016년경부터 중국에서 시작된 한국 제품 불매 운동에 빠르게 휘말리게 되었다.
GP 클럽은 광고 대신 중국 소셜 미디어 인플루언서에게 제품을 보냈다. 이 제품은 불매운동에도 불구하고 중국에서 빠르게 인기를 얻었다. 중국 다이거우(국제 리셀러)는 한국에서 제품을 구매한 후 중국으로 가져와 재판매했다. 이로 인해 회사는 폭발적인 성장을 이루었고, 2018년 말에는 8억 개 이상의 마스크를 판매했다. 2019년에는 10억 개 이상의 마스크를 판매했다. 투자 은행인 골드만삭스는 2018년 10월에 회사의 지분 5%를 매입했다. [1] 그러나 GP 클럽의 매출은 코로나19 팬데믹과 중국의 한국산 수입 금지 조치로 인해 부정적인 영향을 받았다. 회사는 목표한 IPO 전 자금을 확보하는 데 실패했다. 2021년까지 영업 이익은 2018년 이익의 절반 수준이었다. 골드만삭스는 2022년에 적자를 기록하며 포지션을 떠났다.

## 개인적인 삶
그에게는 아내와 딸이 있다. 2019년에 그 가족은 회사의 95%를 함께 소유했다.